# 寿城区

行政區劃圖

壽城區（：／ Suseong gu */?）是大韓民國大邱廣域市的一個區，位於大邱市東南部，東鄰慶尚北道慶山市，於1980年設立。面積76.5平方公里，2009年人口453,265人。下分23洞。該地區在王氏高麗時期始稱壽城。

## 姐妹城市
- 中华人民共和国山東省濟寧市
- 美国紐約州羅馬
- 新南威爾斯州黑鎮市
- 菲律賓八打雁